# Ematurgina leucomelaina
Ematurgina leucomelaina är en fjärilsart som beskrevs av Breyer 1930. Ematurgina leucomelaina ingår i släktet Ematurgina och familjen Riodinidae. Inga underarter finns listade i Catalogue of Life.